# Zelandia (wyspa)
Zelandia (duń. Sjælland) – największa z 443 wysp Danii i 12. wyspa Europy. Zelandia położona jest między Fionią a szwedzką Skanią; z obiema połączona jest mostami poprzez cieśniny Wielki Bełt i Sund. Linia brzegowa silnie rozczłonkowana, liczne półwyspy, m.in. Ods Herred, Horns na północy, zatoki Sejerø, Roskilde Fjord, Ise Fjord na północy; Køge, Fakse na wschodzie oraz Vordingborska na zachodzie, mniejsze wyspy, takie jak Saltholm, Amager, Sejerø.
- powierzchnia: 7031 km²
- liczba mieszkańców: 2,288 mln[1]

Na Zelandii położona jest stolica Danii – Kopenhaga, miejsce akcji szekspirowskiego Hamleta – Elsynor, oraz Roskilde, miasto znane z organizowanych corocznie dużych festiwali muzyki rockowej.
Uwaga: nazwa państwa Nowa Zelandia nie pochodzi od nazwy tej wyspy, a od regionu w Holandii. Natomiast nazwa samej wyspy odnosi się do dużej populacji fok (sæl) u jej wybrzeży.

## Demografia
- Wykres liczby ludności Zelandii na przestrzeni ostatniego stulecia (w tys. osób)

źródło: Duński Urząd Statystyczny